# Arild Monsen
Arild Monsen (ur. 5 kwietnia 1962 w Molde) – norweski biegacz narciarski, złoty medalista mistrzostw świata.

## Kariera
Nigdy nie startował na zimowych igrzyskach olimpijskich. W 1985 roku wystartował na mistrzostwach świata w Seefeld in Tirol. Osiągnął tam największy sukces w swojej karierze wspólnie z Pålem Gunnarem Mikkelsplassem, Torem Håkonem Holte i Ove Aunlim, zdobywając złoty medal w sztafecie 4×10 km. Na tych samych mistrzostwach zajął także siódme miejsce w biegu na 15 km techniką klasyczną. Na kolejnych mistrzostwach świata już nie startował.
Podczas mistrzostw świata juniorów w Schonach w 1981 roku zdobył srebrny medal w biegu na 15 km oraz złoty w sztafecie. Na rozgrywanych rok później mistrzostwach świata juniorów w Murau był czwarty na dystansie 15 km, a w sztafecie zdobył srebrny medal.
Najlepsze wyniki w Pucharze Świata uzyskał w sezonie 1982/1983, kiedy to zajął 11. miejsce w klasyfikacji generalnej. Nigdy nie stanął na podium zawodów Pucharu Świata. W 1987 roku zakończył karierę.

## Osiągnięcia

### Mistrzostwa świata
| Miejsce | Dzień       | Rok  | Miejscowość      | Konkurencja             | Czas biegu | Strata  | Zwycięzca     |
| ------- | ----------- | ---- | ---------------- | ----------------------- | ---------- | ------- | ------------- |
| 7.      | 22 stycznia | 1985 | Seefeld in Tirol | 15 km stylem klasycznym | 40:42,7    | +1:20,9 | Kari Härkönen |
| 1.      | 24 stycznia | 1985 | Seefeld in Tirol | Sztafeta 4x10 km        | 1:52:21,0  | –       | –             |

### Mistrzostwa świata juniorów
| Miejsce | Dzień   | Rok  | Miejscowość | Konkurencja             | Wynik      | Strata  | Zwycięzca         |
| ------- | ------- | ---- | ----------- | ----------------------- | ---------- | ------- | ----------------- |
| 2.      | luty    | 1981 | Schonach    | 15 km stylem klasycznym | 46:06,8    | +1,82   | Lars-Göran Dahl   |
| 1.      | luty    | 1981 | Schonach    | Sztafeta 3x10 km        | 1:28:14,63 | –       | –                 |
| 4.      | 3 marca | 1982 | Murau       | 15 km stylem klasycznym | 40:10,6    | +1:12,5 | Andriej Astaszkin |
| 2.      | ? marca | 1982 | Murau       | Sztafeta 3x10 km        | 1:23:52,1  | +15,0   | Szwecja           |

### Puchar Świata

#### Miejsca w klasyfikacji generalnej
- sezon 1981/1982: 53.
- sezon 1982/1983: 11.
- sezon 1983/1984: 27.
- sezon 1984/1985: 12.
- sezon 1985/1986: 41.
- sezon 1986/1987: 47.

#### Miejsca na podium
Monsen nigdy nie stawał na podium zawodów Pucharu Świata.